# Metaclisis alticola
Metaclisis alticola är en stekelart som beskrevs av Lubomir Masner 1981. Metaclisis alticola ingår i släktet Metaclisis och familjen gallmyggesteklar. Inga underarter finns listade i Catalogue of Life.